# Jayne Houdyshell
Jayne Houdyshell (Topeka, 25 settembre 1953) è un'attrice e cantante statunitense.

## Biografia
Jane Houdyshell ha iniziato la sua carriera come attrice teatrale, fin dai primi anni settanta, ed ha lavorato prevalentemente a Broadway, in opera di prosa come Fish in the Dark, Romeo e Giulietta, 8, Dead Accounts, L'importanza di chiamarsi Ernesto, Well (per cui è stata candidata al Tony Award alla miglior attrice non protagonista in uno spettacolo), The Humans (Tony Award alla miglior attrice non protagonista in uno spettacolo) e in musical come Wicked, Follies (per cui è stata candidata al Tony Award alla miglior attrice non protagonista in un musical nel 2012) e Bye Bye Birdie. Per i suoi servizi al teatro ha ricevuto uno speciale Drama Desk Award nel 2013. L'attrice è conosciuta per aver recitato nel ruolo del giudice Ruth Linden, visto in quattro diverse serie del franchise Law & Order, oltre che in New York Undercover, per un totale di 76 episodi.
L'attrice è stata sposata con l'attore Steve Shaffer dal 1974 al 1980.

## Filmografia

### Cinema
- Ipotesi di reato (Changing Lanes), regia di Roger Michell (2002)
- Un amore a 5 stelle (Maid in Manhattan), regia di Wayne Wang (2002)
- La mia vita a Garden State '(Garden State), regia di Zach Braff (2004)
- Stanno tutti bene - Everybody's Fine (Everybody's Fine), regia di Kirk Jones (2009)
- Il cacciatore di ex (The Bounty Hunter), regia di Andy Tennant (2010)
- Downsizing - Vivere alla grande (Downsizing), regia di Alexander Payne (2017)
- Piccole donne (Little Women), regia di Greta Gerwig (2019)
- The Humans, regia di Stephen Karam (2021)
- Causeway, regia di Lila Neugebauer (2022)

### Televisione
- Law & Order - I due volti della giustizia (Law & Order) - serie TV, 67 episodi (1991-2002)
- New York Undercover - serie TV, 1 episodio (1996)
- Squadra emergenza (Third Watch) - serie TV, 1 episodio (1999)
- Law & Order - Unità vittime speciali (Law & Order: Special Victims Unit) - serie TV, 6 episodi (2002-2017)
- Law & Order: Criminal Intent - serie TV, 1 episodio (2005)
- Conviction - serie TV, 1 episodio (2006)
- Sentieri (Guiding Light) - serie TV, 1 episodio (2009)
- Blue Bloods - serie TV, 1 episodio (2014)
- American Odyssey - serie TV, 8 episodi (2015)
- The Good Fight - serie TV, 2 episodio (2017-2018)
- The Tick - serie TV, 1 episodio (2019)
- Evil - serie TV, episodio 1x12 (2020)
- Only Murders in the Building - serie TV, 14 episodi (2021-2023)
- The Gilded Age - serie TV, 10 episodi (2022)

## Teatro (parziale)
- La bisbetica domata di William Shakespeare, regia di Donald Finn. Dewitt Theatre di Holland (1973)
- La calunnia di Lillian Hellman, regia di Terrance Kilburn. Meadow Brook Theatre di Rochester (1982)
- Molto rumore per nulla di William Shakespeare, regia di David Esbjornson. Delacorte Theatre dell'Off-Broadway (2004)
- The Clean House di Sarah Ruhl, regia di Daniel Fish. Wilma Theater di Filadelfia (2005)
- Wicked, libretto di Winnie Holzman, colonna sonora di Stephen Schwartz, regia di Joe Mantello. Gershwin Theatre di Broadway (2006)
- Bye Bye Birdie, libretto di Michael Stewart e Lee Adams, colonna sonora di Charles Strouse, regia di Robert Longbottom. Stephen Sondheim Theatre di Broadway (2009)
- L'importanza di chiamarsi Ernesto di Oscar Wilde, regia di Brian Bedford. American Airlines Theatre di Broadway (2011)
- Follies, libretto di James Goldman, colonna sonora di Stephen Sondheim, regia di Eric Shaeffer. Marquis Theatre di Broadway (2011), Ahmanson Theatre di Los Angeles (2012)
- 8 di Dustin Lance Black, regia di Joe Mantello. Eugene O'Neill Theatre di Broadway (2011)
- Romeo e Giulietta di William Shakespeare, regia di David Leveaux. Richard Rodgers Theatre di Broadway (2013)
- The Humans di Stephen Karam, regia di Joe Mantello. Gerald Schoenfeld Theatre di Broadway (2015), tour USA, Hampstead Theatre di Londra (2018)
- Re Lear di William Shakespeare, regia di Sam Gold. Cort Theatre di Broadway (2019)
- The Music Man, libretto e colonna sonora di Meredith Willson, regia di Jerry Zaks. Winter Garden Theatre di Broadway (2021)
- Zio Vanja di Anton Čechov, regia di Lila Neugebauer. Vivian Beaumont Theater di Broadway (2024)

## Riconoscimenti
- Tony Award
  - 2006 – Candidatura per la miglior attrice non protagonista in un'opera teatrale per Well
  - 2012 – Candidatura per la miglior attrice non protagonista in un musical per Follies
  - 2016 – Miglior attrice non protagonista in un'opera teatrale per The Humans
  - 2017 – Candidatura per la miglior attrice non protagonista in un'opera teatrale per A Doll's House, Part 2
  - 2022 – Candidatura per la miglior attrice non protagonista in un musical per The Music Man
- Drama Desk Award
  - 2004 – Candidatura per la miglior attrice non protagonista in un'opera teatrale per Well
  - 2010 – Candidatura per la miglior attrice in un musical per Coraline
  - 2013 – Premio alla carriera
  - 2016 – Miglior cast per The Humans
  - 2017 – Candidatura per la miglior attrice non protagonista in un'opera teatrale per A Doll's House, Part 2
- Outer Critics Circle Award
  - 2004 – Candidatura per la miglior attrice non protagonista in un'opera teatrale per Well
  - 2008 – Candidatura per la miglior attrice non protagonista in un'opera teatrale per The New Century
  - 2012 – Candidatura per la miglior attrice non protagonista in un musical per Follies
  - 2016 – Candidatura per la miglior attrice non protagonista in un'opera teatrale per The Humans
  - 2017 – Candidatura per la miglior attrice non protagonista in un'opera teatrale per A Doll's House, Part 2

## Doppiatrici italiane
Nelle versioni in italiano delle opere in cui ha recitato, Jayne Houdyshell è stato doppiato da:
- Vittoria Febbi in Downsizing - Vivere alla grande
- Cristina Noci in Elementary
- Aurora Cancian in Piccole donne
- Valeria Perilli in The Tick
- Stefanella Marrama in Quantico
- Angiola Baggi in Only Murders in the Building
- Melina Martello in Causeway